# ブラウンロー男爵
ブラウンロー男爵（英: Baron Brownlow）は、イギリスの男爵、貴族、グレートブリテン貴族爵位。ジョン・カスト庶民院議長の死後、その息子ブラウンロー・カストが父の功績で1776年に叙されたことに始まる。

## 歴史
カスト家は14世紀にはリンカーンシャー・ピンシュベック村に地所を有していたとされる。その子孫のリチャード・カストの代に、カスト家はさらにスタンフォードにも土地を購入している。そのリチャードはリンカーンシャー選挙区、スタンフォード選挙区から立候補して庶民院議員を務めた。1677年にイングランド準男爵位の「（リンカーン州スタンフォードの）準男爵（Baronet, of Stamford in the County of Lincoln）」を与えられた。

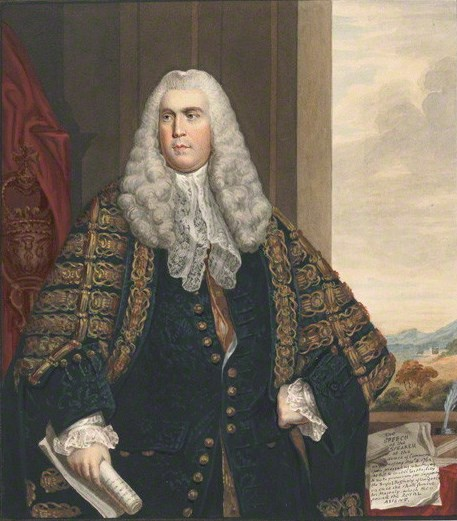
庶民院議長を務めた第3代準男爵サー・ジョン・カスト。

3代準男爵ジョンも曾祖父にならって国政に加わり、庶民院議員（グランサム選挙区）に就いた。1761年に全会一致で庶民院議長に選出され、1770年まで務めた。ジョンが議長の激務にたおれて死去すると、その息子ブラウンローが父の功績から叙爵される運びとなる。
すなわち、ブラウンローは1776年5月20日にグレートブリテン貴族として「リンカーン州ベルトンのブラウンロー男爵（Baron Brownlow, of Belton in the County of Lincoln）」に叙せられた。
なお、初代男爵の六男エドワード・カストが1876年に連合王国準男爵位「（リーソウ城の）準男爵」を与えられており、分家の準男爵家が誕生している。
一方、本家のジョン・カスト（初代男爵の息子）はさらに高みを目指して、1815年にリバプール首相に昇叙を申請して成功した。同年11月17日、連合王国貴族の「ブラウンロー伯爵（Earl Brownlow）」、「リンカーン州アルフォードのアルフォード子爵（Viscount Alford, of Alford in the County of Lincoln）」に叙された。しかし、初代伯は息子に先立たれており、孫ジョン・ウィリアムが爵位を継いだ。その2代伯ジョン・ウィリアム、弟の3代伯アデルバートにも子がなく、ブラウンロー伯爵位、アルフォード子爵位は廃絶した。残るブラウンロー男爵位は、遠縁にして同名のアデルバート（5代男爵）が相続した。
その子の6代男爵ペレグリンはエドワード王太子（のちエドワード8世）と親しく、国王の退位騒動にも関与した。
その孫の8代男爵が男爵家現当主である。ただし、8代男爵にも男子がないため、ブラウンロー男爵位は近い将来廃絶する可能性が高い爵位である。
一族の邸宅は、ベルトン・ハウス。男爵家の紋章に刻まれるモットーは、『そう見られるよりもそうであれ』。

## 現当主の保有爵位・準男爵位

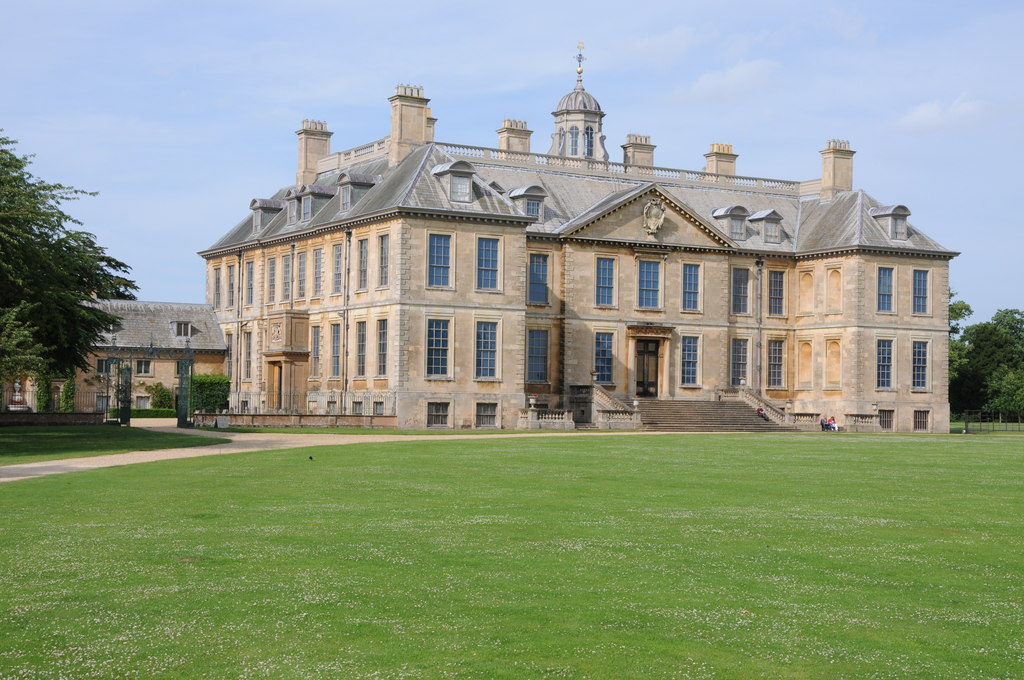
男爵家の邸宅ベルトン・ハウス

現当主の第8代ブラウンロー男爵ペレグリン・カストは、以下の爵位・準男爵位を有する。
- 第8代リンカーン州ベルトンのブラウンロー男爵（8th Baron Brownlow, of Belton in the County of Lincoln）
（1776年5月20日の勅許状によるグレートブリテン貴族爵位）
- 第11代（リンカーン州スタンフォードの）準男爵（11th Baronet, of Stamford in the County of Lincoln）
（1677年9月29日の勅許状によるイングランド準男爵位）

## 一覧

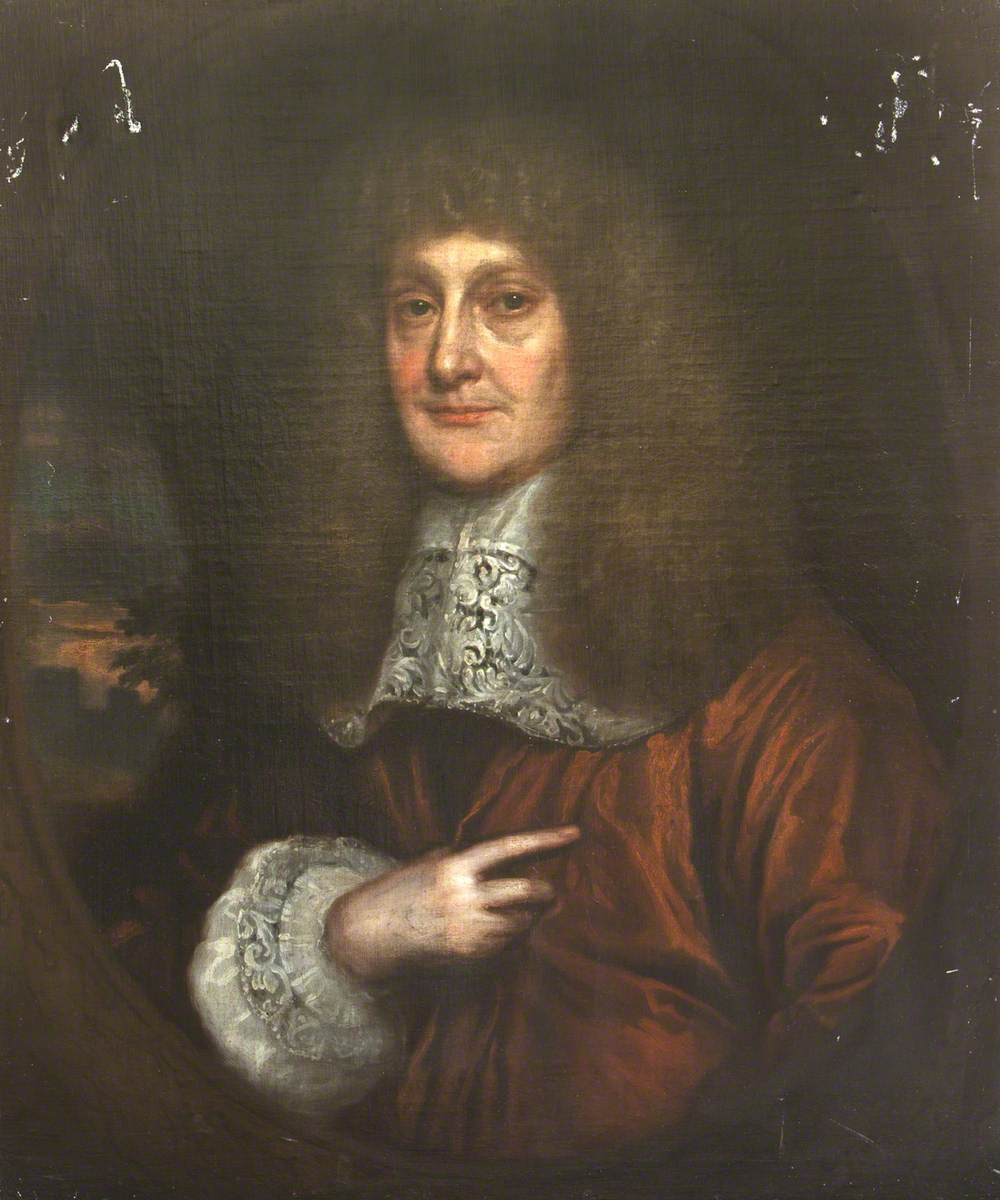
サー・リチャード・カストを描いた肖像画。

### （スタンフォードの）準男爵（1677年）
- 初代準男爵サー・リチャード・カスト（英語版） (1622–1700)
- 第2代準男爵サー・リチャード・カスト (1680–1734)
- 第3代準男爵サー・ジョン・カスト (1718–1770)
- 第4代準男爵サー・ブラウンロー・カスト (1744–1807) (1776年にブラウンロー男爵叙爵)

### ブラウンロー男爵（1776年）
- 初代ブラウンロー男爵ブラウンロー・カスト (1744–1807)
- 第2代ブラウンロー男爵ジョン・カスト (1779–1853) (1815年にブラウンロー伯爵叙爵)

### ブラウンロー伯爵（1815年）
- 初代ブラウンロー伯爵ジョン・カスト (1779–1853)
  - アルフォード子爵ジョン・ヒューム・エジャートン（英語版） (1812–1851)
- 第2代ブラウンロー伯爵ジョン・エジャートン＝カスト (1842–1867)
- 第3代ブラウンロー伯爵アデルバート・ウェリントン・ブラウンロー・ヒューム=カスト（英語版） (1844–1921)

### ブラウンロー男爵（1776年・継続）
- 第5代ブラウンロー男爵アデルバート・ソールズベリー・コケイン・カスト (1867–1927)
- 第6代ブラウンロー男爵ペレグリン・フランシス・アデルバート・カスト（英語版） (1899–1978)
- 第7代ブラウンロー男爵エドワード・ジョン・ペレグリン・カスト (1936–2021)
- 第8代ブラウンロー男爵ペレグリン・エドワード・クィンティン・カスト (1974- )

爵位には、法定推定相続人も推定相続人もいない。